# 圓眼燕魚
圓燕鱼（学名：Platax orbicularis，俗名圓眼燕魚、蝙蝠魚、鯧仔、圓海燕、飛翼）为輻鰭魚綱鱸形目鱸亞目白鲳科燕鱼属的一種鱼类。

## 分布
本魚分布于非洲东岸，包括南非、東非及红海，和印度洋和西太平洋，包括模里西斯、塞席爾群島、馬爾地夫、印度、锡兰、泰國、越南、馬來西亞、印尼、菲律宾、巴布亞紐幾內亞、澳洲、密克羅尼西亞、帛琉、紐埃、新喀里多尼亞、萬那杜、韓國、日本、中華民國以及中國南海等海域。
該物種的模式產地在Djedda。

## 外型
本魚體極側扁，呈菱形，頭部陡斜，口小而圓鈍。幼魚體紅褐色，似枯葉，背鰭和臀鰭隨體型增長而縮減；成魚則為黃褐色，具2至3條深色橫帶。背鰭、腹鰭與臀鰭皆延長呈鐮刀狀且具黑緣，頜部有條紋細長、平的三尖齒,中央的尖頭大約兩倍於側面尖頭的長度。犛骨有齒, 但是沒有在顎骨上。前鰓蓋骨平滑，鰓蓋的沒有棘，尾鰭截形，背鰭硬棘5至6枚；背鰭軟條34至37枚；臀鰭硬棘3枚；臀鰭軟條24至28枚，體長可達45公分。

## 習性
本魚幼魚期棲息在淺水或河口區，擬態似枯葉、垃圾或海藻水面漂浮。成魚則在較深的水域活動（0至60公尺水深）。屬雜食性，以藻類及小型無脊椎動物為食。

## 經濟利用
幼魚體態優美，可做為觀賞魚，成魚則可食用，肉質鮮美。在台灣南部僅有少數養殖戶飼養。

## 扩展阅读
- 更多種類燕魚的介紹-中研院數位典藏資源網  （页面存档备份，存于）

 維基物種上的相關：圓眼燕鱼